# Los Molinos (El Pueyo de Araguás)
Los Molinos (Os Molins en aragonés) es una localidad perteneciente al municipio español de El Pueyo de Araguás en el Sobrarbe, en la provincia de Huesca. Se encuentra a 6 kilómetros de la capital del municipio.
La localidad se encuentra situada a los pies de la Peña Montañesa y está constituido por tres núcleos de casas unidos por una calle principal.
Aparece reflejado en documentos del monasterio de san Victorián y se sabe que en 1646 disponía de 13 fuegos. 

## Lugares de interés
- Ermita de Santa Catalina de los Molinos
- Real Monasterio de San Victorián
- iglesia nueva de San Victorián, SIPCA 1-INM-HUE-003-190-080

## Literatura
El escritor monegrino Pablo Fantova Ullod publicó en 2024 la novela Los ojos tras la montaña, en la que se narran distintas vivencias de casa Puértolas, una familia que existió realmente en la localidad de Los Molinos a lo largo del siglo XX. La novela es una gran ejemplo del modo de vida que caracterizó a numerosas aldeas del pirineo aragonés, siendo también una muestra del idioma local, el aragonés o fabla.  
Todavía quedan hablantes de aragonés en la localidad, así como en los pueblos cercanos.